# 兹登卡·洪索娃
兹登卡·洪索娃（捷克語：Zdeňka Honsová，1927年7月3日—1994年5月16日），捷克女子竞技体操运动员。她曾代表捷克斯洛伐克参加1948年夏季奥林匹克运动会体操比赛，获得女子团体全能金牌。